# Четворотактни мотор
Четворотактни мотор је мотор са унутрашњим сагоревањем чији се рад састоји од четири циклуса. Четири циклуса се односе на усисавање, сабијање (компресија), сагоревање и издувавање.
Циклус почиње у горњој мртвој тачки (ГМТ), када је клип најдаље од осе радилице. Циклус се односи на пуно кретање клипа од горње мртве тачке (ГМТ) до доње мртве тачке (ДМТ).
1. Циклус усисавања: у првом циклусу клип се спушта од врха до дна цилиндра, чиме се смањује притисак унутар цилиндра. Ваздух (код свих дизел мотора и код ото мотора са убризгавањем горива директно у цилиндре), односно смеша горива и ваздуха (код ото мотора) се усисава преко усисног канала у унутрашњост цилиндра, односно усисни вентил се отвара и у цилиндар улази смеша. У том тренутку клип се креће ка радилици.
2. Циклус сабијања (компресија): у другом циклусу усисни и издувни вентили су затворени, док се клип креће према врху цилиндра, чиме се ствара велики притисак (компресија) и температура.
3. Циклус сагоревања: док је клип близу ГМТ долази до упаљења смеше унутар цилиндра, услед варнице свећице (код ото мотора), односно услед високог степена загрејаности сабијеног ваздуха а након убризгавања дизел-горива (код дизел мотора), и клип се креће према ДМТ.
4. Циклус издувавања: током циклуса издувавања, клип се још једном враћа до ГМТ, док је издувни вентил отворен (усисни вентил стоји затворен) и избацује све продукте сагоревања. Доласком клипа у ГМТ завршава се радни циклус четворотактног мотора.

Доња и горња мртва тачка су најближа и најудаљенија тачка до које може стићи клип транслаторног клипног мотора.
При раду СУС мотора не долази до екплозија, већ до упаљења и (контролисаног, мада муњевитог) напредовања фронта пламена сагоревањем смеше горива и ваздуха.